# Marian Dylewski
Marian Dylewski (cca 1811 – 2. května 1873 Přemyšl) byl rakouský právník a politik polské národnosti z Haliče, během revolučního roku 1848 poslanec Říšského sněmu.

## Biografie
Profesí byl advokátem, ale v závěru života po delší dobu advokacii nevykonával. Žil na svém statku poblíž Drohobyče. Patřily mu statky Rolów a Bojary. Byl tchánem politika Floriana Ziemiałkowského. Ve 30. letech se podílel na polských tajných spolcích a byl účastníkem povstání roku 1846. Roku 1845 byl společně se Ziemiałkowským odsouzen k trestu smrti za velezradu. Ale císař Ferdinand je později omilostnil. Roku 1849 se uvádí jako Dr. iur. Dylewsky ve Lvově.
Během revolučního roku 1848 se zapojil do veřejného dění. Ve volbách roku 1848 byl zvolen i na ústavodárný Říšský sněm. Zastupoval volební obvod Lvov II. Tehdy se uváděl coby doktor práv. Náležel ke sněmovní pravici. Patřil mezi významné postavy polského parlamentního klubu. V roce 1848 mu bylo 37 let. Je popisován jako poslanec vynikajícího ducha, politicky umírněný.
Zastával post okresního maršálka v Drohobyči. V roce 1870 předsedal sjezdu polských politických stran ve Lvově. Zemřel v květnu 1873 v Přemyšli. Podle jiného zdroje zemřel na svém statku poblíž Drohobyče.